# Vrchlického sady

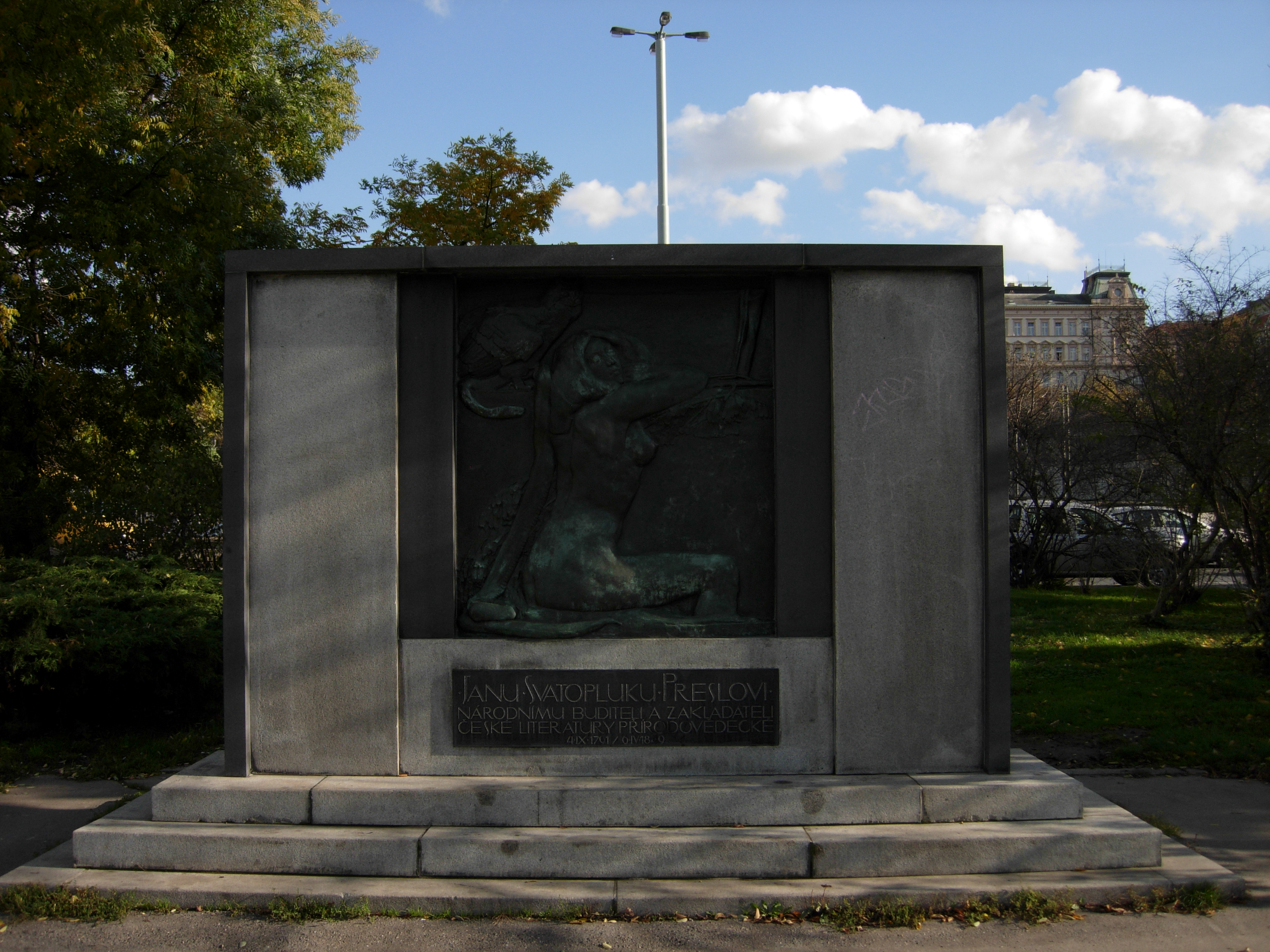
Pomník J. S. Presla

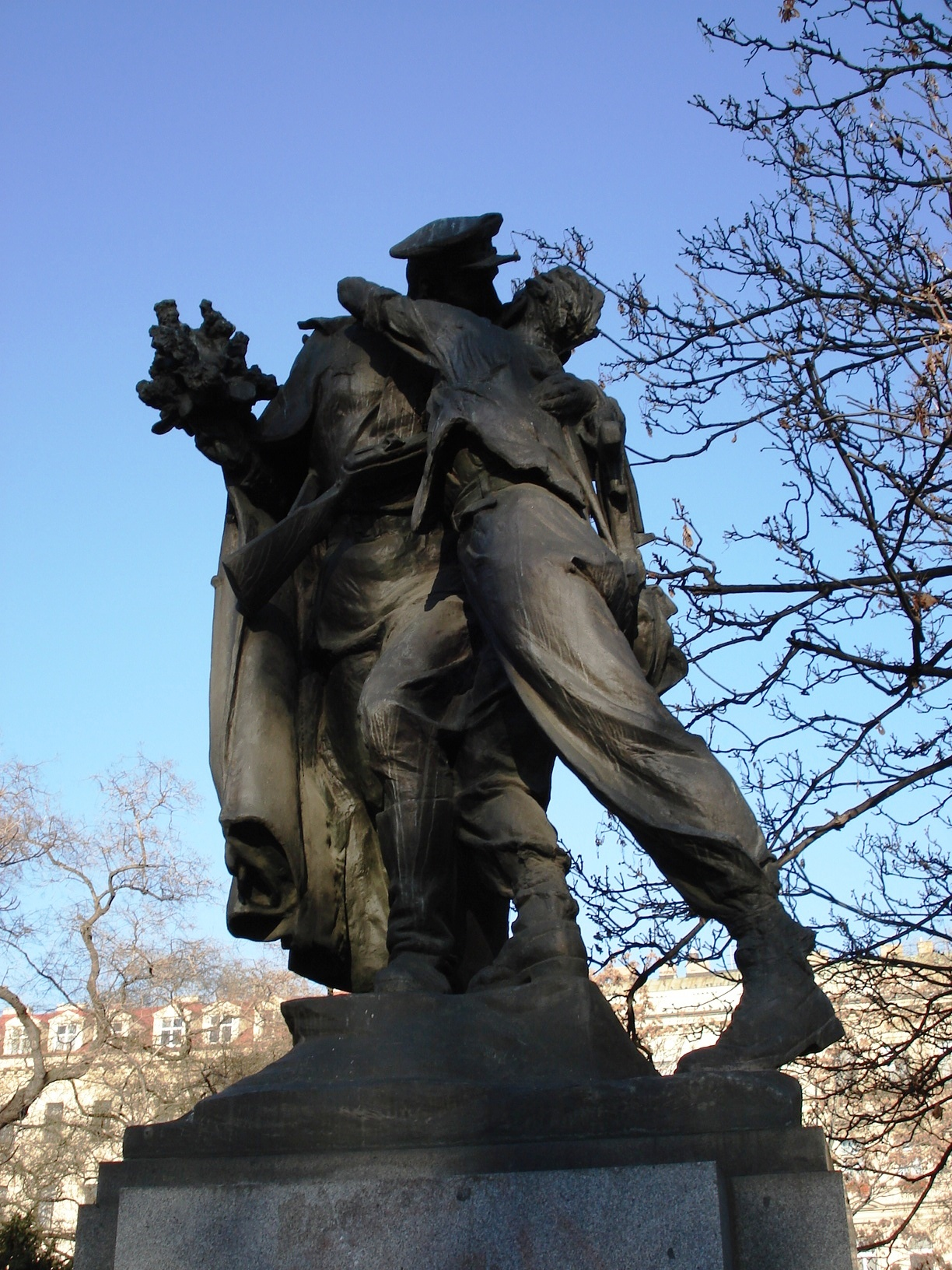
Sbratření (replika)

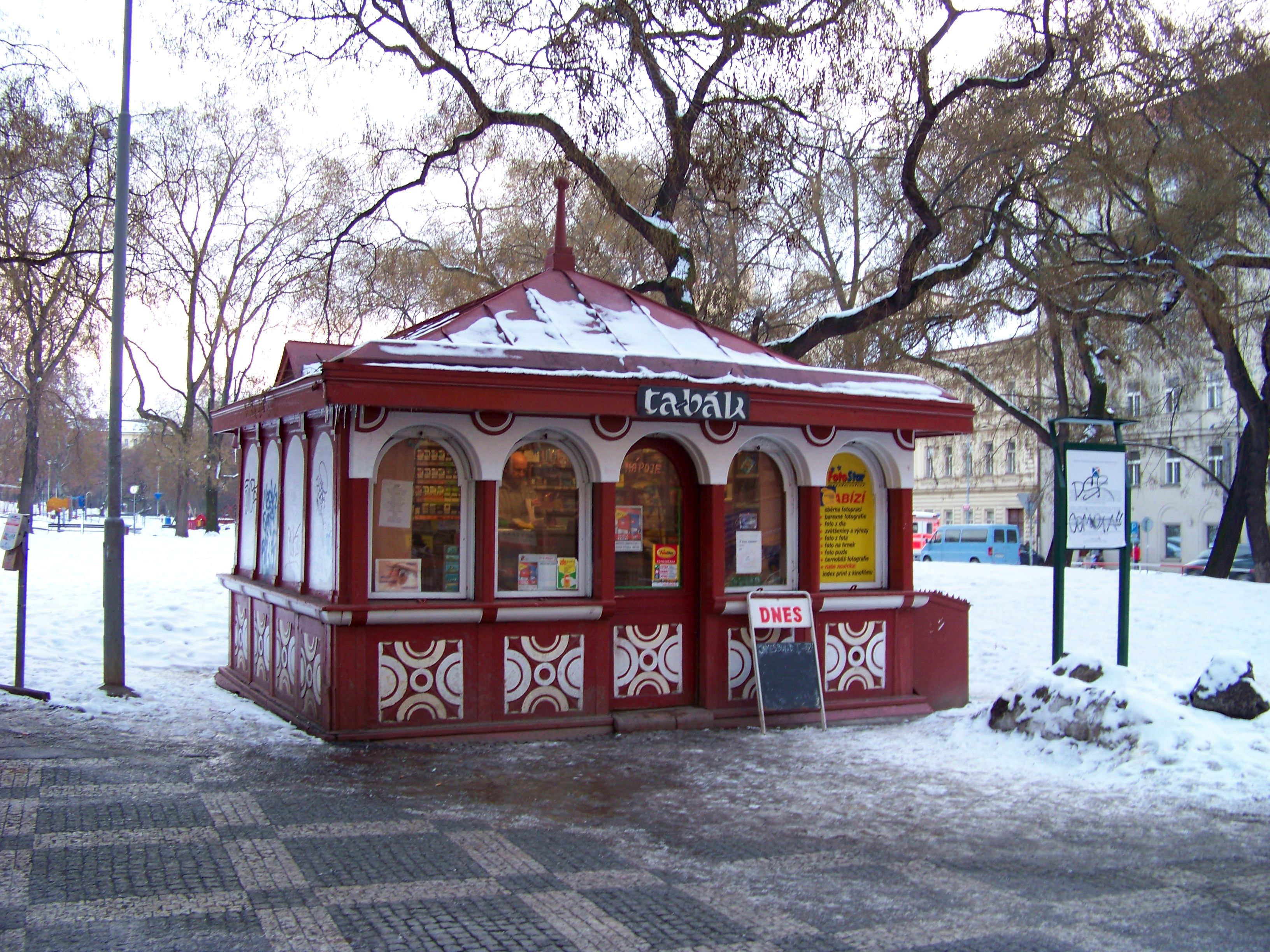
Kubistický kiosek

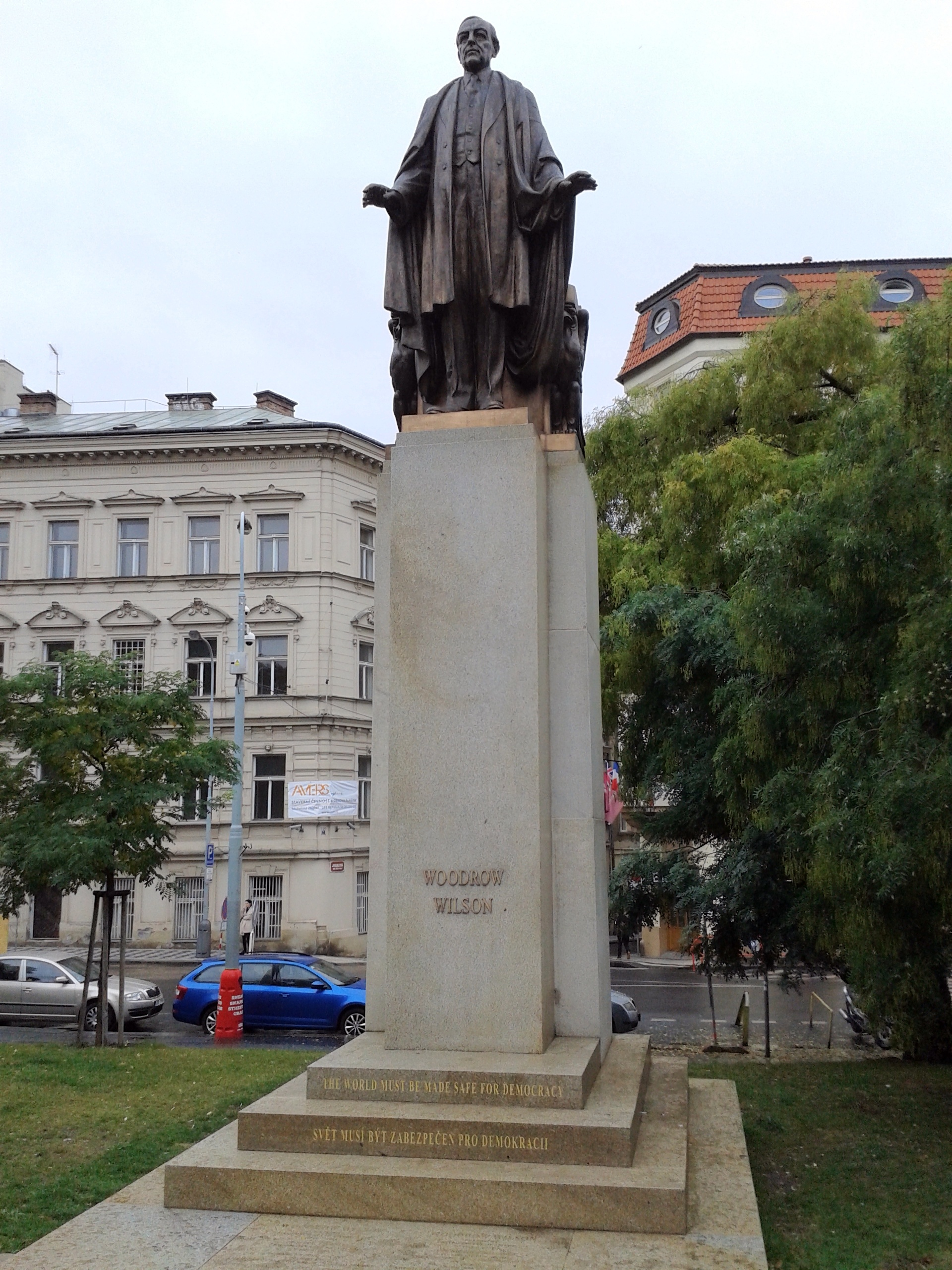
Pomník Woodrowa Wilsona

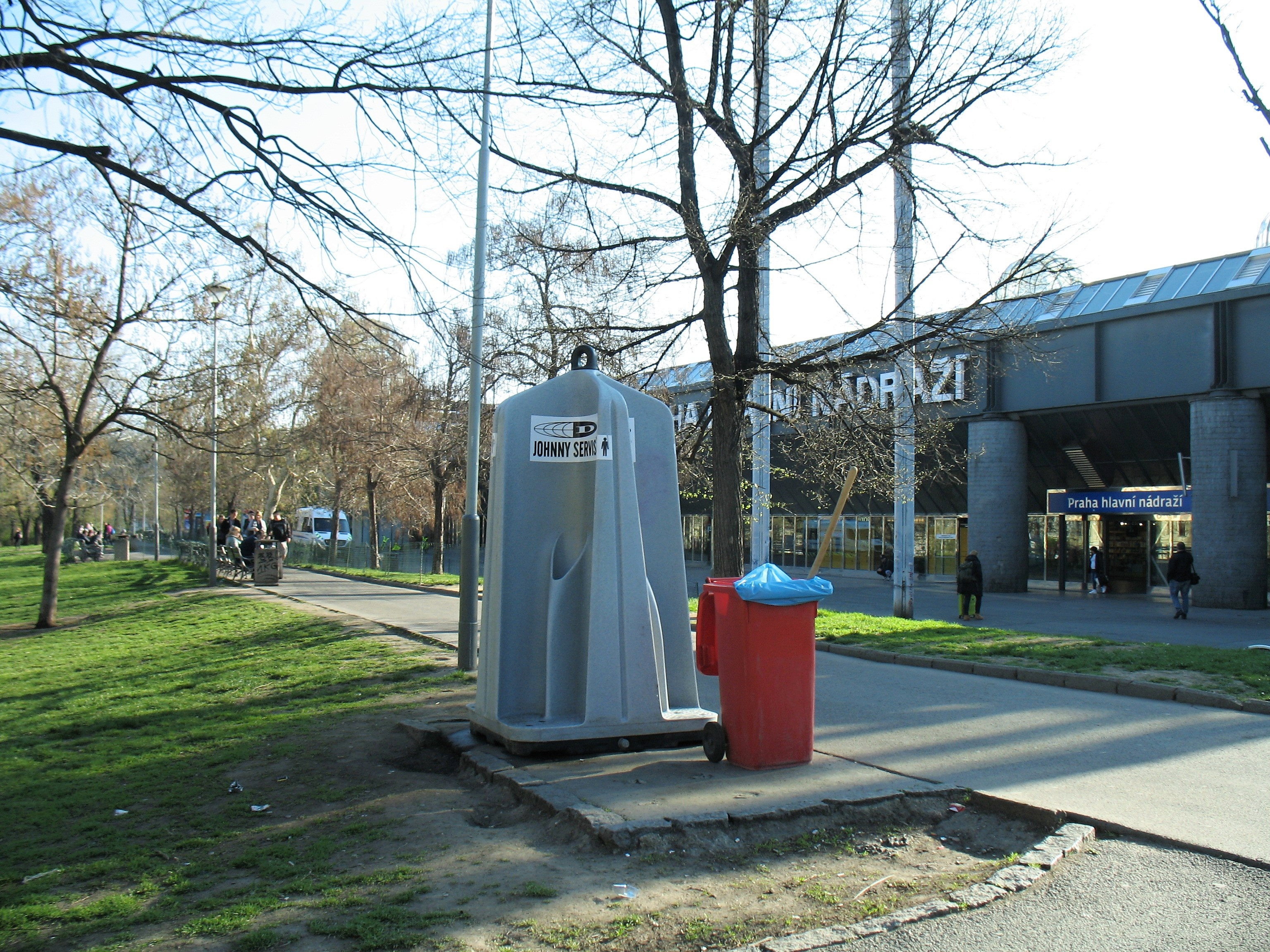
Veřejný pisoár, instalovaný v dubnu 2019 před hlavním vstupem do nádraží

Vrchlického sady (dříve nazývané „Velký park“, dnes často přezdívané „Pražský Sherwood“) s plošnou rozlohou 6,1 hektaru se rozkládají v nadmořské výšce 198 až 208 metrů mezi pražskými ulicemi Opletalova, Wilsonova, Bolzanova a Washingtonova (před budovou Hlavního nádraží).

## Historie
Z podnětu hraběte Chotka byla ve třicátých letech devatenáctého století zřízena na barokních hradbách sadová promenáda, která vedla od ulice Žitné až k Poříčí. Byla lemována topoly, nacházely se zde kavárny obklopené keři a květinovými záhony. 
Kolem nově vystavěného nádraží císaře Františka Josefa I. (v roce 1871) byl založen Velký park, později pojmenován Městský velký park. Podle zahradního architekta Františka Josefa Thomayera byl pak v roce 1884 tento park rozšířen. V roce 1916 byl do čela zde se nacházejícího velkého květinového obrazce (v podobě městského znaku) umístěn pomník přírodovědce Jana Svatopluka Presla (viz dále). 
Počátkem dvacátého století byl park částečně revitalizován podle návrhu architekta Karla Skaláka. Rok po smrti Jaroslava Vrchlického byl (1913) park přejmenován na Vrchlického sady. 
Hala Hlavního nádraží, postavená v rozsahu let 1972 až 1977, zabrala velkou plochu bývalého parku. Další plochu „ukrojily“: severojižní magistrála, parkoviště pro auta, metro a jeho výstupy, výdechy a přístupové cesty. 
V roce (2008) bylo možno ve Vrchlického sadech nalézt asi padesát druhů dřevin. Poblíž odbavovací nádražní haly se nacházela památná pavlovnie plstnatá s velkým obvodem kmene, jejíž památková ochrana byla zrušena roku 2002. Na jihu (u parkoviště) roste vysoký a široký platan javorolistý (obvod kmene kolem 350 cm). 

## Umělecké objekty

### Pomník Jana Svatopluka Presla
Od roku 1916 se na stále stejném místě nachází pomník přírodovědce Jana Svatopluka Presla. Pomník je tvořen obdélníkovým reliéfem s ženskou alegorickou postavou a je dílem sochaře Bohumila Kafky a architekta Josefa Gočára (z roku 1909).

### Replika sousoší Sbratření
Poblíž kubistického kiosku se nachází replika bronzového sousoší „Sbratření“ (1947–1950) od sochaře Karla Pokorného, jehož originál je od roku 1950 umístěn v České Třebové. Na sousoší se objímá český partyzán s rudoarmějcem.

### Kubistický kiosek
Poblíž křižovatky ulic Opletalova a Bolzanova se nachází dřevěná prodejna tabáku a tiskovin z 20. let 20. století. V roce 1980 měla být prodejna zlikvidována, ale v následujícím roce byla prohlášena kulturní památkou a byla zrekonstruována do původního stavu. V roce 2008 byla prodejna opět natřena a zrekonstruována a sloužila původnímu účelu. Od roku 2017 je v kiosku směnárna.

### Wilsonova socha
Původní pomník byl odhalen 4. července 1928. Autorem sochy byl Albín Polášek a autorem návrhu pomníku pak architekt Bohumil Hübschmann. Původně pomník stával naproti historické budově Wilsonova nádraží v místech, kde se dnes nachází nová nádražní hala. Krátce poté, co Německo vyhlásilo válku USA (v prosinci roku 1941) německá okupační správa přikázala německému vojsku Wilsonovu sochu strhnout a zničit. Původní místo ve Vrchlického sadech, kde socha stávala bylo pak v letech 1972 až 1977 zastavěno novou nádražní halou.[zdroj?]
Pro repliku původního pomníku prezidenta Woodrowa Wilsona bylo vybráno nové místo – poblíž křižovatky ulic Jeruzalémská a Opletalova. Socha je dílem trojice sochařů: Václav Frýdecký, Michal Blažek a Daniel Talavera. Podstavec pro sochu projektovala kancelář Hulec & Špička Architekti (Mikuláš Hulec, Daniel Špička). Slavnostní odhalení pomníku se uskutečnilo (70 let od zničení originálu) dne 5. října 2011.